# Басыкара
Басыкара (каз. Басықара) — село в Казалинском районе Кызылординской области Казахстана. Административный центр Басыкаринского сельского округа. Код КАТО — 434436100.
Село расположено на берегу Сырдарьи. У села берёт начало Баскаринский канал.

## Население
В 1999 году население села составляло 1107 человек (564 мужчины и 543 женщины). По данным переписи 2009 года, в селе проживало 1159 человек (590 мужчин и 569 женщин).